# Romanos 2

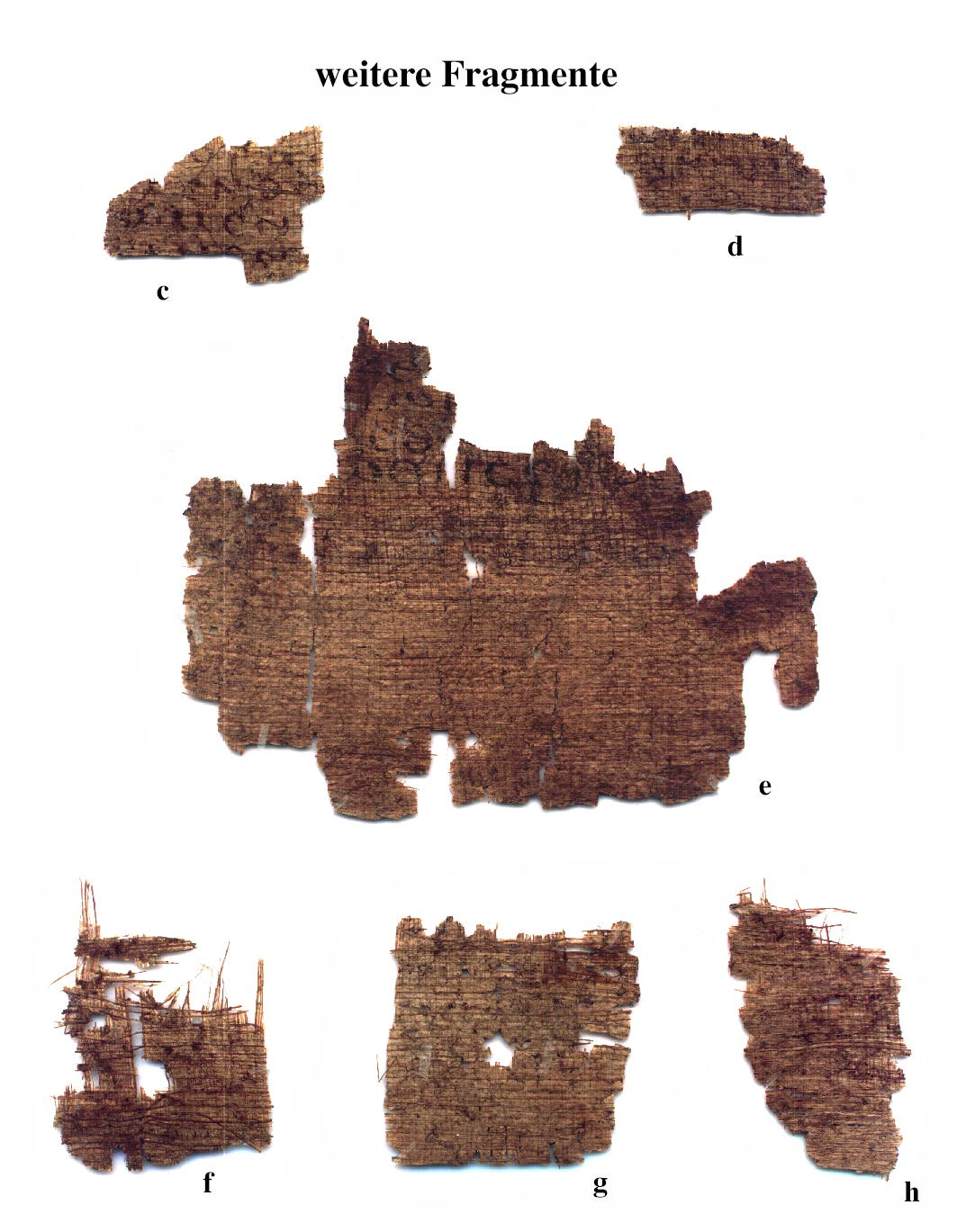
Fragmento c a h que contiene partes de la Epístola a los Romanos en el Papiro 40, escrito hacia el año 250 d. C..

Romanos 2 es el segundo capítulo de la Epístola a los Romanos del Nuevo Testamento de la Biblia cristiana. Fue escrito por Pablo el Apóstol, mientras se encontraba en Corinto a mediados de los años 50 d. C., con la ayuda de un amanuense (secretario), Tercio, que añade su propio saludo en Romanos 16:22. El biblista William Sanday observa que aunque «el tema principal de la epístola [es] la doctrina de la justificación por la fe», en el Versículo 6 Pablo «establece con inequívoca definición y precisión la doctrina de que las  obras, lo que un hombre ha hecho, el tenor moral de su vida, será la norma por la que será juzgado en el último día». 

## Texto
El texto original fue escrito en griego koiné. Este capítulo está dividido en 29 versículos.

### Testigos textuales
Algunos Manuscritos bíblicos#Manuscritos del Nuevo Testamento tempranos que contienen el texto de este capítulo son:
- Papiro 40 (~250; Versículos 1-3 existentes)
- Papiro 113 (siglo III; existen los versículos 12-13, 29)
- Códice Vaticano (325-350)
- Códice Sinaítico (330-360)
- Codex Alexandrinus (400-440)
- Codex Ephraemi Rescriptus (~450; Versículos 1-4 existentes)

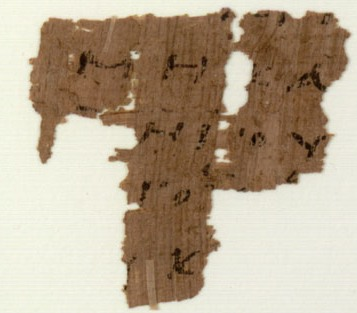
Romanos 2:12-13 en el Papiro 113

.